# Борисов, Василий Николаевич
Василий Николаевич Борисов (4 января 1917, Уфимская губерния, Российская империя — 23 ноября 1997, Красноярск, Россия) — советский и российский инженер, организатор науки и высшего образования. Кандидат технических наук, профессор. Основатель и первый ректор Красноярского политехнического института (1956—1983). Почётный гражданин города Красноярска (1994).

## Биография
Родился 4 января 1917 года в Уфимской губернии в семье батраков.
Поступил в Ленинградскую лесотехническую академию им. С. М. Кирова, однако в августе 1941 года оставил учёбу, уйдя добровольцем на фронт. Участвовал в битве за Ленинград и в снятии блокады.
После окончания войны вернулся в академию и в 1946 году закончил обучение. В 1950 году окончил аспирантуру и защитил диссертацию на соискание учёной степени кандидата технических наук по теме «Влияние различных режимов работы мало- и среднеоборотных судовых дизелей средней степени форсирования на износ и ресурс основных деталей ЦПГ в эксплуатационных условиях».
Вскоре после этого был направлен на работу в Сибирский лесотехнический институт в Красноярске.
В 1956—1983 годах — ректор Красноярского политехнического института (КПИ). Под его руководством вуз стал одним из крупнейших учебно-научных центров Сибири. В 1962 году при институте был организован один из первых в СССР студенческий строительный отряд. Борисов уделял особое внимание физическому развитию студентов и преподавателей, по его инициативе были организованы общевузовские кроссы, ставшие со времени традиционными.
При его непосредственном участии был построен Студенческий городок — один из микрорайонов Красноярска, ядром которого стал политехнический институт. Борисов руководил строительством жилого массива, студенческих общежитий, учебно-лабораторных корпусов, котельной и спортивных сооружений. Активное участие в строительстве принимали учащиеся и преподаватели вуза.
Административную и хозяйственную работу Борисов успешно совмещал с научной деятельностью. Он руководил научной школой «Трение и износ в машинах», являлся автором более ста научных публикаций. После ухода с поста ректора продолжил работать в КПИ профессором кафедры теоретической механики.
Умер в ноябре 1997 года в Красноярске.

## Память
Именем Борисова названа одна из улиц Студенческого городка в Красноярске. На доме, в котором Борисов жил с 1958 по 1969 годы установлена мемориальная доска. В 2021 году на новом корпусе Политехнического института Сибирского федерального университета была установлена мемориальная доска с барельефом первого ректора.

## Награды
Помимо фронтовых наград был удостоен четырёх трудовых орденов и нескольких медалей. В декабре 1994 года ему было присвоено звание «Почётный гражданин города Красноярска».